# Ramon Llàtzer de Dou i de Bassols
Ramon Llàtzer de Dou i de Bassols (Barcelona, 11 de febrer de 1742 - Cervera, 14 de desembre de 1832) va ser un jurista, religiós i polític català del segle xviii. Forma part de la Galeria de Catalans Il·lustres de l'Ajuntament de Barcelona.

## Biografia
Fou diputat provincial per Catalunya a les Corts de Cadis on va ser nomenat primer president de les Corts en la sessió inaugural que es va celebrar a l'Isla de León el 24 de setembre de 1810, obtenint cinquanta vots enfront dels quaranta-cinc de Benito Hermida, l'anterior president provisional. El 1813 va exercir a més de diputat del clergat de la província de Tarragona.
Va estudiar al Col·legi de Cordelles i posteriorment Dret a la Universitat de Cervera, on fou deixeble de Josep Finestres i el 1770 va obtenir la càtedra de Decretals de Cervera. L'any 1775 es doctorà en lleis, i en cànons l'any 1777. L'any 1776 obté un benefici a l'església de Santa Maria del Mar de Barcelona, però retorna a Cervera per reincorporar-se a la Universitat. El 1791 és nomenat diaca del Vallès i l'any 1794 a la Catedral de Barcelona, en representació de la Universitat.
Es va ordenar sacerdot l'any 1795 i va publicar diverses obres, entre elles la més interessant Instituciones del derecho público general de España, con noticia del particular de Cataluña y de las principales reglas de gobierno en cualquier estado (acabada el 1793 i publicada vers el 1800), considerada la millor síntesi de dret públic positiu de l'Antic Règim i on fa un balanç sistemàtic dels furs catalans que no havien estat suprimits pel Decret de Nova Planta. També va polemitzar amb Antonio Alcalá Galiano sobre la contribució econòmica de Catalunya a Espanya i l'espoli fiscal afirmant que Catalunya havia contribuït més que Castella, proporcionalment amb la seva població. També es mostrà partidari de l'emfiteusi i va divulgar a Espanya les idees d'Adam Smith.
El 1805 fou nomenat canceller de la Universitat de Cervera, càrrec que va conservar fins a la seva mort. L'any 1820 és nomenat vocal de la Junta creada a Barcelona per proposar al Rei mesures que assegurin la tranquil·litat a Catalunya. Després de la invasió dels Cent Mil Fills de Sant Lluís, Dou va ser investigat pel Reial decret el 1824, però trobat lliure.
Reformista, de pensament moderadament conservador, va votar la sobirania nacional i va signar la Constitució espanyola de 1812. Així mateix, va intervenir en els debats sobre l'abolició de la tortura, la llibertat d'impremta, l'organització de les províncies, la reforma de la Hisenda i el reglament del Consell de Regència. Es va declarar partidari entusiasta de la contribució directa única, projectada ja pel Marquès de la Ensenada, amb la supressió de les rendes provincials i conservació de les duanes i alguns monopolis. Derogada la Constitució, es va consagrar al govern de la Universitat, continuant amb els seus estudis econòmics.
Va ser una persona amb moltíssima fama en l'època, tal era la seva fama que quan el Papa Gregori XVI va decidir suprimir el càrrec de canceller a les universitats espanyoles, es va exceptuar la Universitat de Cervera, en la qual ell era el canceller. En religió se'l considerava suarista i defensor dels jesuïtes. Un retrat seu forma part de la Galeria de Catalans Il·lustres de l'Ajuntament de Barcelona.
És cèlebre la seva frase:
| « | A Cataluña se la trata como provincia conquistada | » |

## Publicacions
- Dou i de Bassols, Ramon Llàtzer de. D. Raymundi Lazari de Dou et Bassols. De dominio maris oratio...: habita ad cervarienses academicos in petitione juris civilis doctoratus. Cervariae Lacetanorum: typis Academicis, 1765. Referència completa al catàleg de la biblioteca de la UB
- Dou i de Bassols, Ramon Llàtzer de. D. Raymundi Lazari de Dou et Bassols... De tribuendo cultu SS. Martyrum reliquiis in Vigilantium et recentiores haereticos oratio: habita ad Cervarienses academicos in petitione canonici iuris licentiae prid. id. Iun. ann. MDCCLXVII : accesit praevia de Vigilantii patria, vita & haeresibus dissertatio. Cervariae Lacetanorum : Typis Academicis, [1767]. Disponible a : Catàleg de les biblioteques de la UB
- Dou i de Bassols, Ramon Llàtzer de. Inscriptiones Romanae : in Catalavnia repertae post vvlgatam syllogen D.D. Iosephi Finestres et de Monsalvo ... . Ceruariae Lacetanorum : Typis Academicis, [1769 o post.] Disponible a : Catàleg de les biblioteques de la UB
- Dou i de Bassols, Ramon Llàtzer de.  Finestresius vindicatus / a don Raymundo Lazaro de Dou et de Bassóls ... adversus clarissimum virum Henricum Florezium... . Barcinone : typis Francisci Suriá et Burgada, 1772. Disponible a : Catàleg de les biblioteques de la UB
- Dou i de Bassols, Ramon Llàtzer de.  In fvnebre D. Iosephi de Finestres et de Monsalvo ... oratio habita ad senatvm academicvm XVII Kal. Ian. An. MDCCLXXVIII. Cervariae Lacetanorum : typis Academicis, 1778. Disponible a: Catàleg de les biblioteques de la UB
- Dou i de Bassols, Ramon Llàtzer de. Instituciones del derecho público general de España, con noticia del particular de Cataluña y de las principales reglas de gobierno en cualquier estado. Madrid : en la oficina de don Benito García y compañía, 1800-1803. Disponible a Catàleg de les biblioteques de la UB
- Dou i de Bassols, Ramon Llàtzer de. Dictamen de las comisiones encargadas de informar a las Cortes sobre el restablecimiento y reforma de las casas religiosas. Impreso en Cádiz ... y reimpreso en Palma : en la imprenta de Brusi, 1813. Disponible a :Catàleg de les biblioteques de la UB
- Dou i de Bassols, Ramon Llàtzer de. La Riqueza de las naciones : nuevamente explicada con la doctrina de su mismo investigador... Cervera : en la imprenta de la Pont. y Real Universidad, 1817. Disponible a :Catàleg de les biblioteques de la UB
- Dou i de Bassols,Ramon Llàtzer de. Equivalencia del catastro de Cataluña con las rentas provinciales de Castilla. Cervera : Imprenta Nacional de la Universidad, 1822. Disponible a: Catàleg de la UB
- Dou i de Bassols, Ramon Llàtzer de. Gratulationes oratoriae in petitionibus docturae : habitae ad Academiam Cervariensem ab eiusdem gymnasiarcha Raimundo Lázaro de Dou quum professoris munere fungeretur. Disponible a Catàleg de les biblioteques de la UB
- Dou i de Bassols, Ramon Llàtzer de. Conciliacion económica y legal de pareceres opuestos en cuanto a laudemios y derechos enfiteuticos . Cervera : por José Casanovas impresor, 1829. Disponible a Catàleg de les biblioteques de la UB
- Dou i de Bassols, Ramon Llàtzer de. Instituciones del derecho público general de España, con noticia del particular de Cataluña y de las principales reglas de gobierno en cualquier estado. Barcelona : Banchs, 1975. Disponible a: Catàleg de les biblioteques de la UB

## Fons personal
El conjunt de cartes que formen l'Epistolari de Ramon Llàtzer de Dou i de Bassols va ingressar a l'Arxiu Històric de la Ciutat de Barcelona en un moment no determinat, possiblement a principis del segle xx. Aquest petit fons està compost per un conjunt de cartes redactades per quatre emissors i rebudes per Ramon Llàtzer de Dou i de Bassols. En general, la llengua emprada en els documents és la castellana. El total de cartes que componen aquest epistolari és de 267 i la seva extensió cronològica va de l'any 1764 al 1832.